# Auguste Cousin
Auguste Cousin, né le 3 novembre 1903 et mort le 10 janvier 1982, est un homme politique français.

## Biographie
Auguste Cousin nait à Catteville (France) le 3 novembre 1903. Très jeune, Auguste Cousin devient orphelin, il est éduqué par ses grands-parents. Il devient agriculteur de profession.
En 1929, il est élu conseiller municipal à Saint-Sauveur-le-Vicomte. En 1940 il devient adjoint au maire. En 1947, il devient maire. Il le restera jusqu’à sa mort. En 1956 il inaugure le musée Barbey-d’Aurevilly en présence de l’académicien Jacques de Lacretelle.
En avril 1958, il devient conseiller général du canton de Saint-Sauveur-le-Vicomte, il restera à ce poste jusqu’à sa mort. En 1977 il se range dans le camp des antinucléaires et œuvre pour la création d’une commission de surveillance de La Hague. Le 11 janvier 1979 il devient Sénateur de la Manche comme suppléant de Michel Yver de la Vigne-Bernard lorsque ce dernier décède, il occupe ce poste jusqu’à sa mort. La même année il devient conseiller régional de Basse-Normandie et ce jusqu’à sa mort.
Auguste Cousin est aussi Président de la commission de l’Agriculture du Conseil général de la Manche. Quelques mois avant sa mort, il présente un rapport d’orientation agricole qui fera date pour le département. Il décède le 10 Janvier 1982 à Cherbourg.

## Héritage
La ville de Saint-Sauveur-le-Vicomte détruite à 75 % doit à Auguste Cousin sa reconstruction, son aménagement et sa reprise économique. Sous son mandat est reconstruit l’hôtel de ville, le musée Barbey-d’Aurevilly, la maison de retraite, des édifices publics, un collège, des écoles, une station de haras ou encore la gendarmerie. Son mandat permet aussi un remodelage de l’habitat vers le logement social ainsi que l’attirance de petites entreprises pour conserver les jeunes dans la région. 
Une place à Saint-Sauveur-le-Vicomte porte son nom.

## Détail des fonctions et des mandats
Mandat de maire de Saint-Sauveur-le-Vicomte
- 1947 - 1982

Mandat parlementaire
- 11 janvier 1979 - 10 janvier 1982 :

Adjoint au maire de Saint-Sauveur-le-Vicomte
- 1940 - 1947

Conseiller général du canton de Saint-Sauveur-le-Vicomte
- Avril 1958 - 10 janvier 1982

Sénateur de la Manche
- 11 janvier 1979 - Janvier 1982

Conseiller régional de Basse-Normandie
- 1979 - Janvier 1982

Président de la commission de l’agriculture du Conseil Général de la Manche.